# Thysanozoon nigropapillosum
Thysanozoon nigropapillosum é uma espécie de verme plano (platelminto) policlado pertencente à família Pseudocerotidae.

## Descrição
T. nigropapillosum tem um corpo com forma larga e longa. Pode crescer até aos 76 mm. A superfície dorsal é preta e coberta com numerosas papilas de pontas amarelas que variam em tamanho. A superfície ventral é castanha escura. A margem externa do corpo é ligeiramente ondulada e delineada a cor branca opaca. Tem pseudotentáculos pequenos situados a meio da sua parte anterior. Nadam impulsionando-se através da água com um movimento ondulante rítmico por todo o corpo.

## Distribuição
A espécie estende-se por todo o Indo-Pacífico.

## Habitat
T. nigropapillosum é bastante comum na parte exterior dos recifes de coral.